# Plastik-Park Leuna

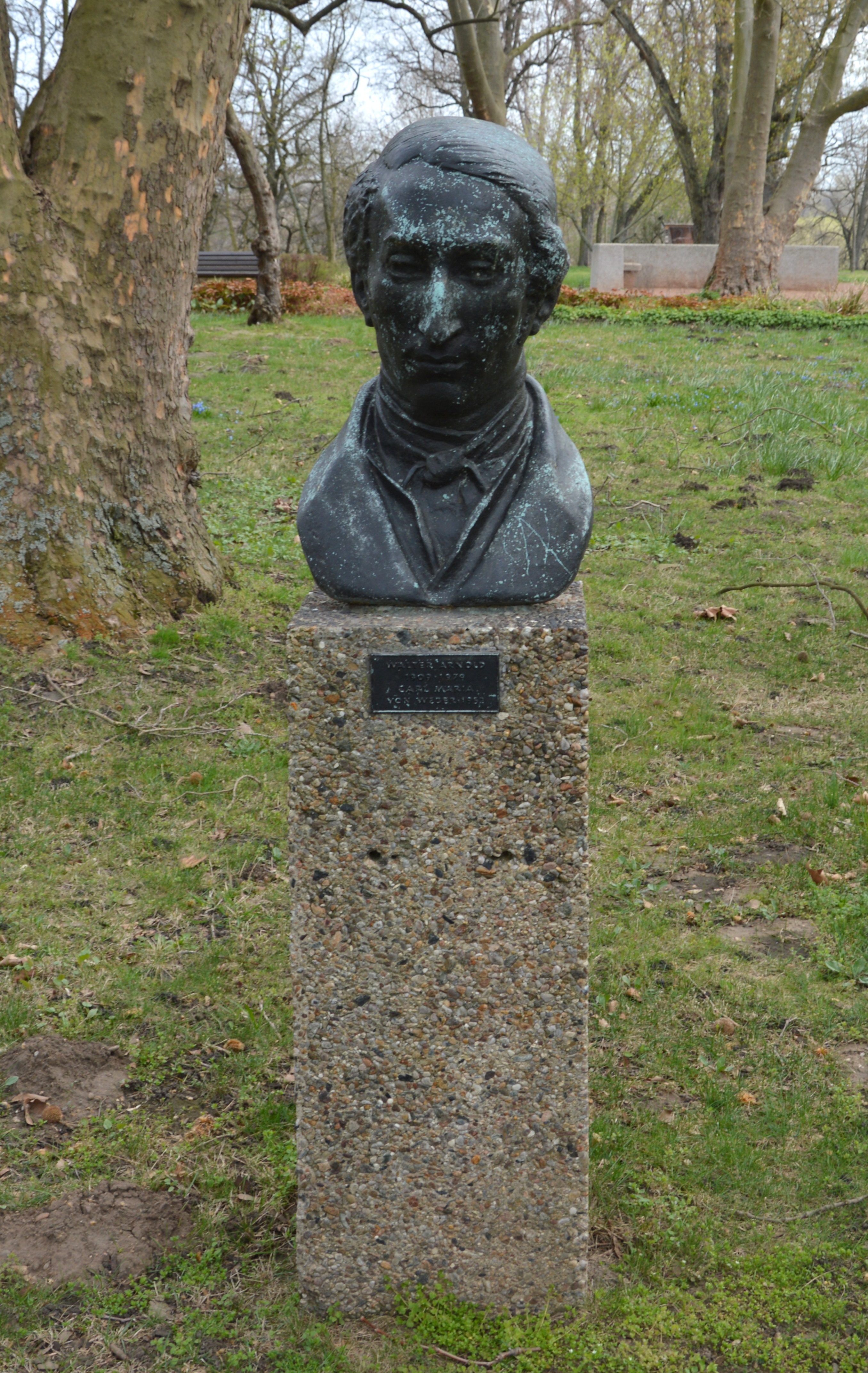
Walter Arnold, Carl Maria von Weber

Der Plastik-Park Leuna ist ein Skulpturenpark in Leuna in Sachsen-Anhalt. Er stellt mit seinen Plastiken und Reliefs ein einmaliges Zeugnis bildender Kunst der 1950er und 1960er Jahre in der DDR dar. Für die Gartenstadt Leuna hat er als einzige größere Grünanlage eine hohe Bedeutung und ist für die Pflege und Entwicklung der städtischen Freiräume wegweisend.

## Geschichte

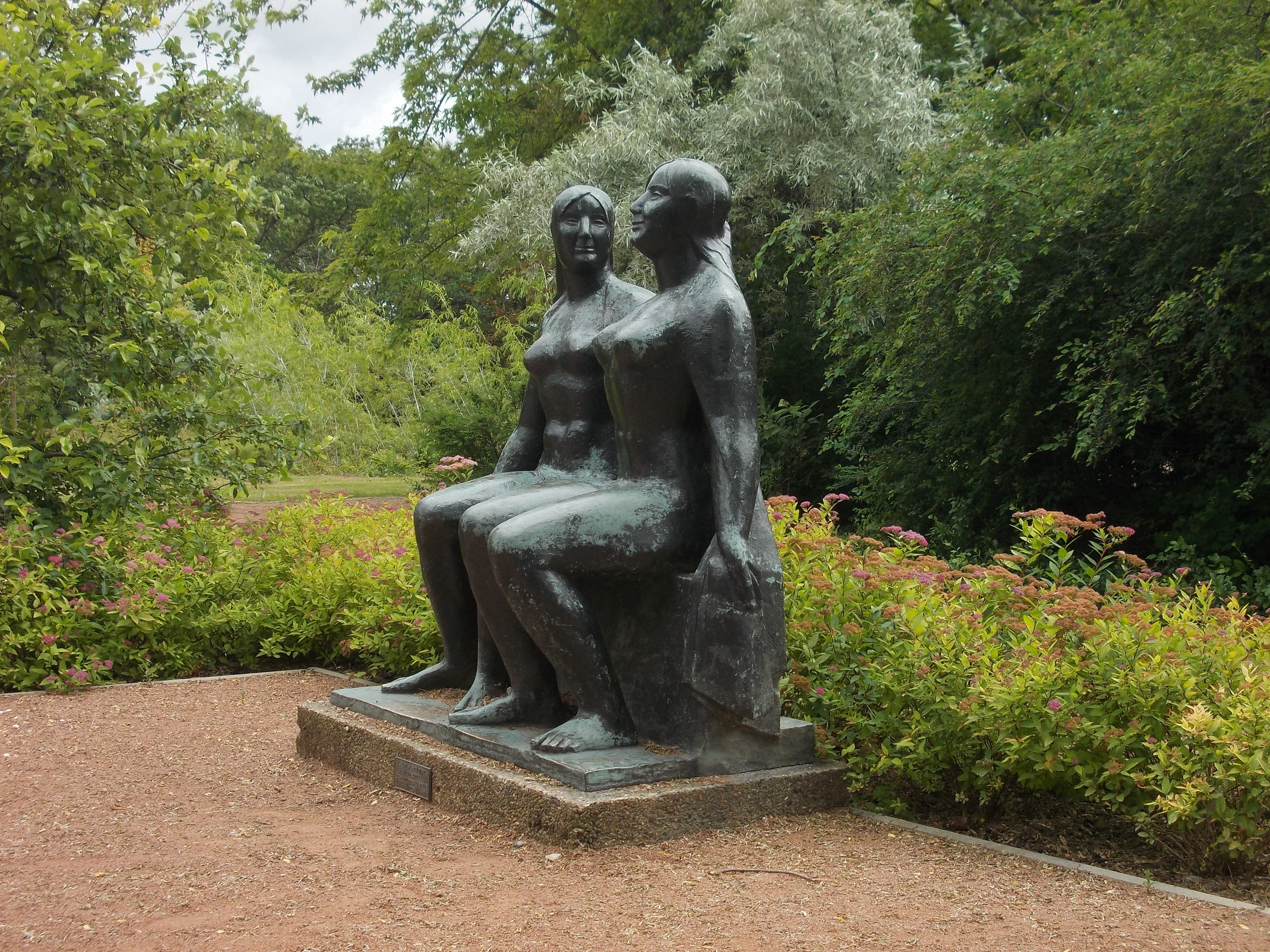
Gustav Weidanz, Schwimmerinnen, am zentralen Platz des Parks

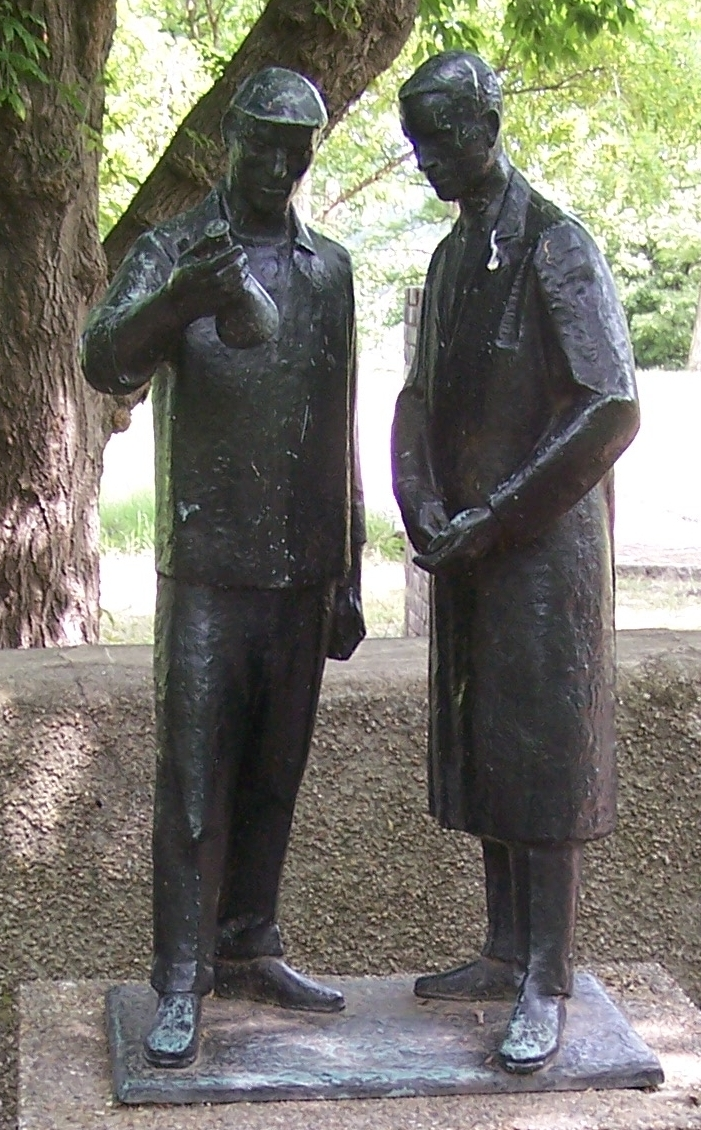
Heinz Beberniß, Chemiewerker (2025 zerstört)

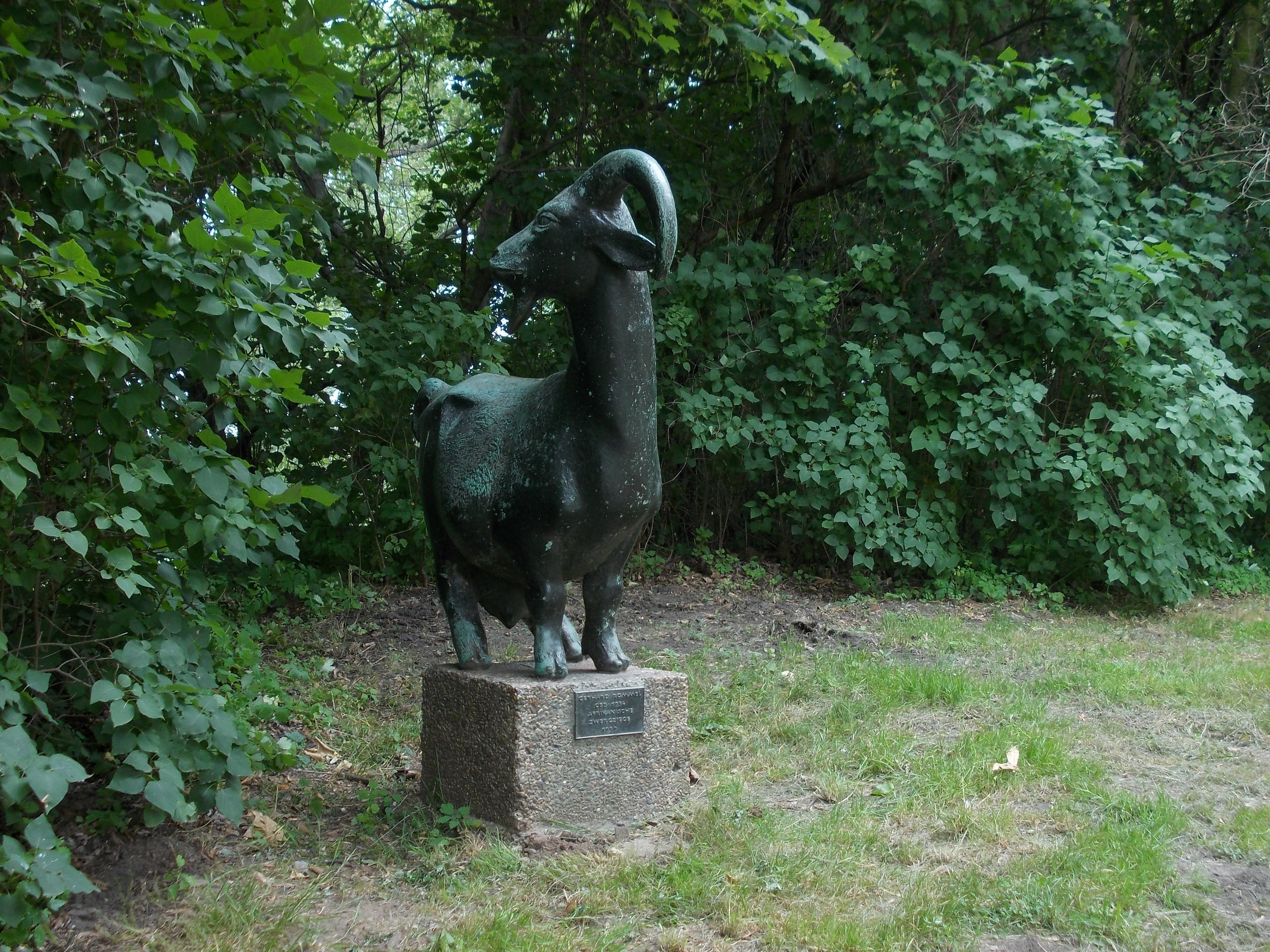
Gerhard Rommel, Afrikanische Zwergziege

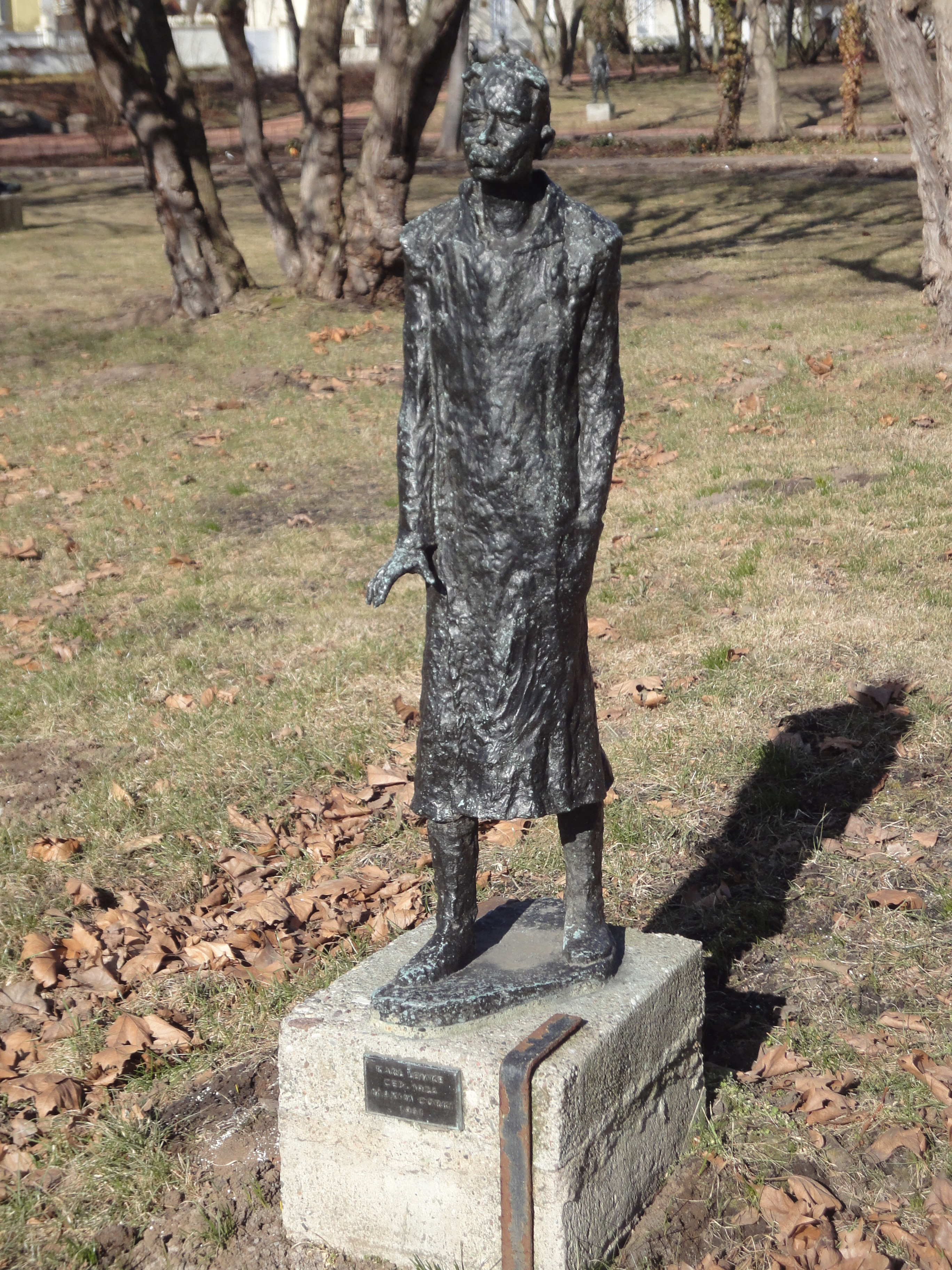
Karl Lemke, Maxim Gorki

Der Park entstand 1922 im Zusammenhang mit dem Bau der Gartenstadt Leuna als Saaleparkanlage. Im Zweiten Weltkrieg befand sich dort eine Flakstellung, und bis in die ersten Nachkriegsjahre hinein wurden auf dem Gelände Kartoffeln angebaut. Unter Leitung des Gartenarchitekten Franz Mengel wurden die Anlagen dann neu gestaltet.
Anfang der 1960er Jahre nahm Heinz Schönemann, Direktor der Staatlichen Galerie Moritzburg in Halle (Saale), heute Kunstmuseum Moritzburg Halle (Saale), über den Bildhauer Heinz Beberniß Verbindung zu den Leuna-Werken auf und entschloss sich, einen öffentlichen Ausstellungsraum für zeitgenössische Plastiken einzurichten. Am 11. Juli 1962 wurde eine zunächst temporäre Ausstellung mit Plastiken der Jahre 1947–1967 aus dem Bestand des Museums in den Saaleanlagen eröffnet, viele Werke wurden eigens zu diesem Zweck gegossen. 1963 wurde aus dem temporären Projekt eine Dauerausstellung.
Während die Flächen des Parks der Stadt Leuna gehören, sind die Plastiken Eigentum des Kunstmuseums Moritzburg Halle (Saale).
Der Park am Rande der Gartenstadt-Siedlung, auf dem westlichen Hochufer der Saale, ist zugleich Ausgangspunkt für Wanderungen am Fluss und in die Aueniederungen des östlichen Saaleufers. Unterhalb des Parks verläuft der Saale-Radwanderweg.
Weitere Arbeiten der Künstler Heinz Beberniß, Ingeborg Hunzinger und Gerhard Geyer finden sich vor dem Kulturhaus Leuna, dem Ärztehaus oder dem Bürocenter der Leuna-Werke am Haupttorplatz über den Stadtraum von Leuna verteilt. Diese Skulpturen sind allerdings nicht der Ausstellung des Plastik-Parks zugeordnet.
Anlässlich des 65. Jubiläums der Etablierung des Plastik-Parks Leuna intensivierten die Stadt Leuna und das Kunstmuseum Moritzburg Halle (Saale) ihre Zusammenarbeit, pflegten den Park und restaurierten einige der Plastiken. Es erschien eine neue Broschüre und es wurde eine neue interaktive Website angelegt.
In der Nacht vom 15. auf den 16. März 2025 zerstörten Metalldiebe die Skulpturen „Afrikanerin mit Kind“ (1964) von Gerhard Geyer (1907–1989), „Annette“ (1964) von Gerhard Lichtenfeld (1921–1978) und „Chemiewerker“ (1960) von Heinz Beberniß. Die Täter konnten gefasst werden, die Skulpturen waren allerdings bereits zersägt und teilweise eingeschmolzen worden.

## Ausgestellte Künstler

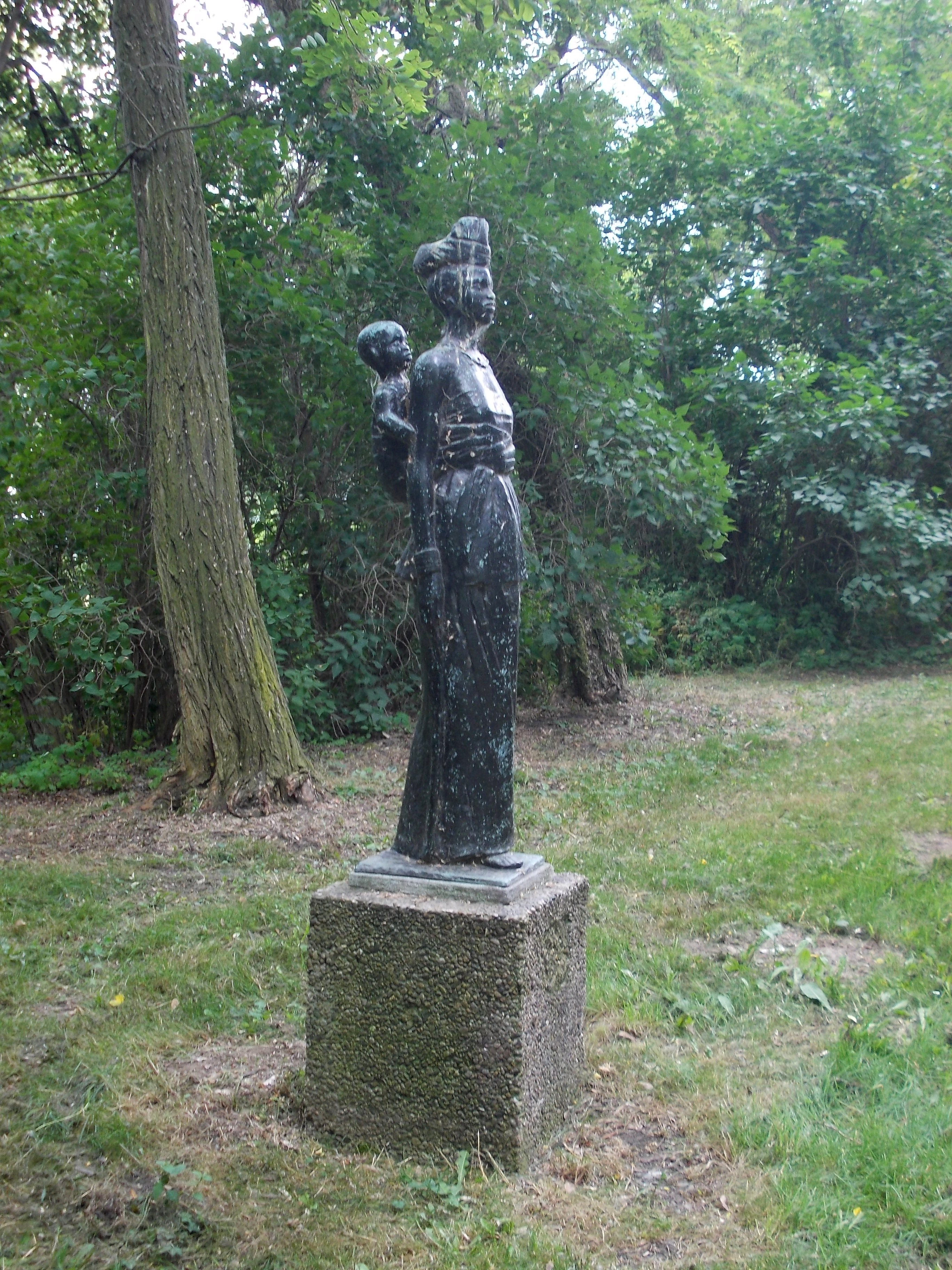
Gerhard Geyer, Afrikanerin mit Kind (2025 zerstört)

Die Sammlung besteht aus über 30 Plastiken folgender Künstler:
- Carl Maria von Weber (1952) von Walter Arnold
- Traktoristin (1952) von Walter Arnold
- Rumänischer Bauer (1957) von Theo Balden
- Zwiegespräch (1963) von Theo Balden
- Mansfelder Bergmann (1952) von Gerhard Geyer
- Chemiewerker (1960) von Heinz Beberniß
- Freiheitskämpfer (1947) von Fritz Cremer
- Helden (1947) von Fritz Cremer
- Stürzender (1955) von Fritz Cremer
- Chinesische Studentin (1956) von Fritz Cremer
- Widerstandskämpfer von Auschwitz (1963) von Ludwig Engelhardt
- Stehender Mädchenakt (1962/1963) von Wieland Förster
- Große Liegende (1965/1967) von Wieland Förster
- Anne Frank (1960) von Gerhard Geyer
- Afrikanerin mit Kind von Gerhard Geyer
- Sitzendes Mädchen (1958) von René Graetz
- Buchenwald (vor 1957) von René Graetz
- Wasser-Erde-Luft (Teil I) (1957/1958) von Waldemar Grzimek
- Wasser-Erde-Luft (Teil II) (1957/1958) von Waldemar Grzimek
- Schwimmerin (1959) von Waldemar Grzimek
- Geschwister II (1957) von Waldemar Grzimek
- Junger Bauarbeiter 1964 von Walter Howard
- Studierende Arbeiterin (1959) von Ingeborg Hunzinger-Riehl
- Stehendes Mädchen (1961) von Ingeborg Hunzinger-Riehl
- Wilhelm Pieck (1963) von Will Lammert
- Maxim Gorki (1961) von Karl Lemke
- Anette (1964) von Gerhard Lichtenfeld
- Stehende (1962) von Lore Plietzsch
- Große afrikanische Zwergziege (1959) von Gerhard Rommel
- Schwimmerinnen (1963) von Gustav Weidanz